# Бранка Бешевић Гајић
Бранка Бешевић Гајић (Панчево, 18. септембар 1982) српска је филмска редитељка и сценаристкиња.
Чланица је Европске филмске академије са седиштем у Берлину и чланица је Удружења филмских уметника Србије где је као филмски редитељ у статусу Самосталних уметника, такође је чланица УФУС АФЕ заштите. За свој рад освојила је више међународних награда за режију.

## Биографија
Супруга је Стојана Гајића и мајка ћерке Андријане и сина Вука.
У Културном центру града Панчева била је члан Драмског студија Панчево у коме се у младости бавила режијом, глумом, писањем драмских сценарија. Једно време се усавршавала  у драмском студију код Радована Миљанића. Потом је положила аудицију код глумца Миленка Заблаћанског, па прешла у омладинско позориште Дадов у Београду и на крају уписала Факултет драмских уметности.
Студије на Факултету драмских уметности у Београду завршила је под менторством професора Горана Пековића, дипломским мастер филмом „Дом анђела” којим је проглашена за зачетницу новог жанра. Током школовања сарађивала је и са професором Мињом Дедићем и учила од њега.
Након положеног пријемног испита зa докторске уметничке студије у ректорату Универзитета уметности у Београду, Бранка Бешевић Гајић је наставила са усавршавањем у класи Александра Давића кроз докторски уметнички пројекат посвећен филмској режији у дигиталном медију Одлука - Краткометражни филм у интерактивном медију, који је одбранила 21. октобра 2021. године.

### Уметничко стваралаштво
Своје уметничко стваралаштво Бешевић Гајић је као сценариста и режисер, започела током усавршавања, када је као завршни мастер рад на Факултету драмских уметности снимила средњеметражни филм „Дом анђела”. Филм је на неколико фестивала у Србији и свету препознат од стручне јавности, као нови жанр који спада у први форензички трилер на овим просторима који се тиче нетакнуте и неистражене историје Срба.
Као редитељ и сценариста, она је 2014. године дебитовала  дугометражним документарним филмом „Лауш”, о глумцу  Жарку Лаушевићу (који се после двадесет година боравка у САД  вратио на српску глумачку сцену). Као комбинација играних и реторичких и документарних сегмената, филм је је рађен три и по године. Комбиновањем играних делова, глумца (Андреја Маричић) и реторичних делова бројних личности, филм пружа гледаоцу могућност да стекне општу слику о Лаушу и времену у коме је он провео своје најтеже дане живота. Делови филма се монтажно преплићу и са нарацијом текстова из књиге „Година прође, дан никад”  Жарка Лаушевића. Након премијере филма 22. фебруара 2014. у Сава центру, филм је био у широкој биоскопској дистрибуцији у Србији, и региону а потом је приказиван на фестивалима у Америци, Аустралији, Јужној Африци, Русији и Кини. У Москви  је овај филм освојио награду и признања за режију и уметнички допринос.
За телевизију Студио Б Бешевић Гајић је режирала јутарњи програм, „Београде, добро јутро”, играни серијал: „У апартману са Зораном и Дејаном”, емисију „Панорама” и осмислила и дизајнирала студио за  сезону 2017/2018. година 
Од значајних дела у првим деценијама 21. века Бранка Бешевић Гајић је реализовала:
- 2010. — као режисер, играни филм Dreams.[21]
- 2014. — као режисер и сценариста, дугометражни документарно-играни филм Лауш[22]
- 2016. — као режисер и сценариста, документарни филм Куманица[23]
- 2018. — као режисер, концерт поп певачице Зоране Павић.[24]
- 2019. — као режисер, играно-документарни филм Свети Мардарије владика без адресе.[25]
- 2020. — као режисер и сценариста, дугометражни документарни филм Сведочанства[26]
- 2020. — као режисер, анимирани филм Корона[27]
- 2021. — као режисер, сценариста и композитор, супервизор продукције, снимила је интерактивни играни филм Одлука (у Синнамон продукцији), докторски уметнички завршни рад који је након одбране развила у дугометражни играни филм.[28]
- 2022.  — као режисер (за МС-Филм продукцију),  дугометражни играни филм Милојев дар о подвижнику и јунаку Милоју Николићу.[29]
- 2023. — као режисер и сценариста, документарни филм Дуле савић... а у Лондону мук.[30]
- 2024. — као режисер и сценариста, Дугометражни филм Изван времена о Биљи Крстић[31]

## Награде, признања, чланство
Награде
- Гран При, 11. међународни фестивал документарног филма „Златна буклија“, (2016)[32]
- „Бдење Јакова Орфелина”, 10. Филмски фестивал „Бдење Душе“ у Сремским Карловцима (2016)[33]
- Признање у Хрватској за филм „Лауш”, Сисак (2014)[34]
- Специјална награда за филм „Лауш”, у Сарајеву, Босна и Херцеговина (2014)[35]
- Специјална награда у Загребу за филм „Лауш”, Хрватска (2015)[36]
- Главна награда у Москви за режију 2016. године[37]
- Најжена 21. века за 2016. у категорији Драмске и аудиовизуелне уметности, из области Филма и Телевизије (награда за редитељско и продуцентско дело). Аирл Ниво, Београд.[38]
- „Гранд при” за сценарио филма „Дом анђела” на фестивалу међународног документарног филма у Великој Плани 2017,[39]
- Награда „др Дејан Косановић” за најбољи дипломски-мастер рад на ФДУ (2017)[40][41]
- Награда City Festa, Фестивал филма и музике у Нишу 2019,[42]
- Награда Бронзана десетка, Први Фестивал дипломског филма Нишу (2021)[43]
- Награда у Бихаћу на Авант+Уна Филм фестивалу (2021)[44]
- Награда за режију филма Сведочанства, Фестивал филма и и музике „City Fest” у Нишу (2021)[45]
- „Бдење Теодора Крачуна”, Фестивал „Филмско Бдење душе” у Сремски Карловцима (2021)
- „Златна буклија”, 17. фестивал документарног филма „Златна буклија” (2022)

Признања
- Признање за допринос филмској уметности, Казалишно Филмскe удругe, Октавијан, 2019. године
- Признање за допринос развоју документарног филма, Мостар, 2019. године

Чланство
- Чланица Удружења филмских уметника Србије[46]
- Чланица стручног жирија на међународном Мостарском филмском фестивалу 2018. i 2020. године.[47]
- Члан Удружења драмских уметника Србије.[48]
- Чланица међународног стручног жирија на фестивалу повијесног филма у Ријеци, 2021. године у Хрватској.[49]
- Чланица међународног стручног жирија на прокупачком филм фестивалу ПроФиФест (2021)[50]
- Чланица међународног стручног жирија на Мостар филм фестивалу који је посвећен филмској глуми (2021)[51]